# Nuestra Familia
Die Nuestra Familia (spanisch, „Unsere Familie“) ist eine mexikanisch-amerikanische kriminelle Bande. Sie hat ihren Ursprung in den kalifornischen Gefängnissen Folsom State Prison und Soledad Correctional Training Facility und geht auf die Jahre 1965 bis 1968 zurück.
Die Aktivitäten dieser Bande, die ihre kriminellen Tätigkeiten längst auch außerhalb der Gefängnismauern organisiert, beruhen hauptsächlich auf Racketeering sowie Mordaufträge. Um ihrer jeweiligen Zugehörigkeit Ausdruck zu verleihen, tragen die Mitglieder rotseidene Kopftücher. Als ein weiteres Erkennungszeichen, tätowieren sich die jeweiligen Mitglieder (meist am Rücken), mit den Initialen NF,LNF, ENE, oder einfach nur ein "F".

## Sonstiges
Über die Bande wurde in der ersten Staffel (10. Episode) der Dokumentarserie Gefährliche Gangs berichtet.